# Росселанд (лунный кратер)
Кратер Росселанд (лат. Rosseland) — крупный древний ударный кратер в южном полушарии обратной стороны Луны. Название присвоено в честь норвежского астрофизика Свена Росселанда (1894—1985) и утверждено Международным астрономическим союзом в 1994 г. Образование кратера относится к нектарскому периоду.

## Описание кратера

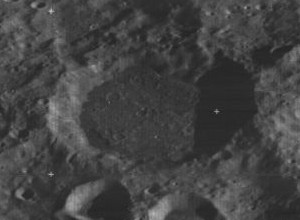
Снимок зонда Lunar Orbiter - III.

Ближайшими соседями кратера являются кратер Кобленц на северо-западе; кратер Этвёш на севере-северо-востоке; кратер Рош на востоке и кратер Карвер на юго-западе. Селенографические координаты центра кратера 40°49′ ю. ш. 130°41′ в. д. / 40,82° ю. ш. 130,68° в. д., диаметр 67,7 км, глубина 2,8 км.
Кратер Росселанд имеет близкую к циркулярной форму и значительно разрушен за длительное время своего существования. Вал сглажен, внутренний склон вала неравномерный по ширине. Высота вала над окружающей местностью достигает 1320 м, объем кратера составляет приблизительно 5100 км³. Дно чаши относительно ровное, у подножия внутреннего склона находятся несколько небольших областей с низким альбедо.

## Сателлитные кратеры
Отсутствуют.